# Sinton (Texas)
Sinton ist eine Stadt im US-Bundesstaat Texas in den Vereinigten Staaten und der Verwaltungssitz des San Patricio County. Sie hatte 2020 laut US Census Bureau 5.504 Einwohner.

## Geschichte
Sinton wurde 1895 als Bahnhof an der San Antonio and Aransas Pass Railroad gegründet, und der Sitz des San Patricio County wurde später im selben Jahr von San Patricio hierhin verlegt.

## Demografie
Nach der einer Schätzung von 2019 leben in Sinton 9314 Menschen. Die Bevölkerung teilt sich auf in 93,9 % Weiße, 1,8 % Afroamerikaner, 2,0 % Asiaten und 1,1 % mit zwei oder mehr Ethnizitäten. Hispanics oder Latinos aller Ethnien machten 79,0 % der Bevölkerung von Sinton aus. Das mittlere Haushaltseinkommen lag bei 30.048 US-Dollar und die Armutsquote lag bei 35,4 % der Bevölkerung.
| Jahr | Einwohner¹ |
| ---- | ---------- |
| 1950 | 4254       |
| 1960 | 6008       |
| 1970 | 5563       |
| 1980 | 6044       |
| 1990 | 5549       |
| 2000 | 5676       |
| 2010 | 5665       |
| 2020 | 5504       |

¹ 1950 – 2020: Volkszählungsergebnisse